# Phare de Segunda Barranca
Le phare Segunda Barranca (en espagnol : Faro Segunda Barranca) est un phare actif à 50 km de la ville de Carmen de Patagones (Partido de Patagones), dans la Province de Buenos Aires en Argentine. Il est géré par le Servicio de Hidrografía Naval (SHN) de la marine . 
Le phare est classé monument historique national depuis le 15 novembre 2010.

## Histoire
Le phare de Segunda Barranca a été mis en service le 10 juin 1914 à 20 km au sud de la Baie San Blas (es). Ce phare doit son nom à la particularité géographique où il se trouve et qui a été imposée par le navigateur espagnol du Peña lors de sa reconnaissance en 1795, pour le différencier d'un autre accident appelé depuis très ancien, Primera Barranca.

## Description
Ce phare  est une colonne métallique cylindrique avec 6 jambages, avec une galerie et une lanterne de 34 m de haut. La tour est peinte en noir avec trois bandes horizontales blanches et la lanterne estnoire. Son feu fixe émet, à une hauteur focale de 38,5 m, trois éclats blancs par période de 22 secondes. Sa portée est de 27.2 milles nautiques (environ 50 km).
Identifiant : ARLHS : ARG-067 - Amirauté : G1024 - NGA : 110-19584 .

### Lien connexe
- Liste des phares d'Argentine